# Момбачо
Момба́чо (ісп. Mombacho) — стратовулкан у Нікарагуа, розташований біля міста Гранада. За даними Global Volcanism Program, його висота становить 1344 м . Заповідник вулкана Момбачо є одним з 78 районів країни, які перебувають під охороною. Момбачо — діючий вулкан, але останнє виверження відбулося в 1570 році. Немає історичних відомостей про більш ранні виверження.
Найвищі ділянки вулкана служать домівкою для хмарного та карликового лісів, флора та фауна яких є властивою виключно для Момбачо. Навколо Момбачо зафіксовано понад 700 різних рослин, зокрема багато видів орхідей.
Момбачо — відоме місце серед туристів. До популярних розваг належить підйом по стежках на вершину вулкана, зокрема в супроводі гіда. Крім того, вулкан цікавить туристів тому, що з нього відкривається мальовничий краєвид на місто Гранада та озеро Нікарагуа.

## Галерея

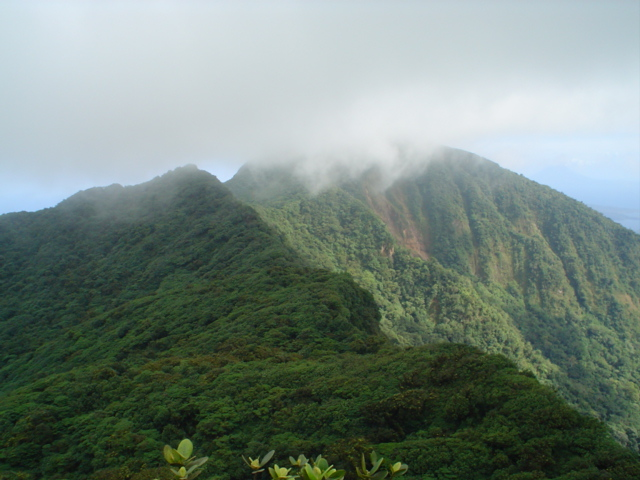
Ліси, що вкривають схили вулкана
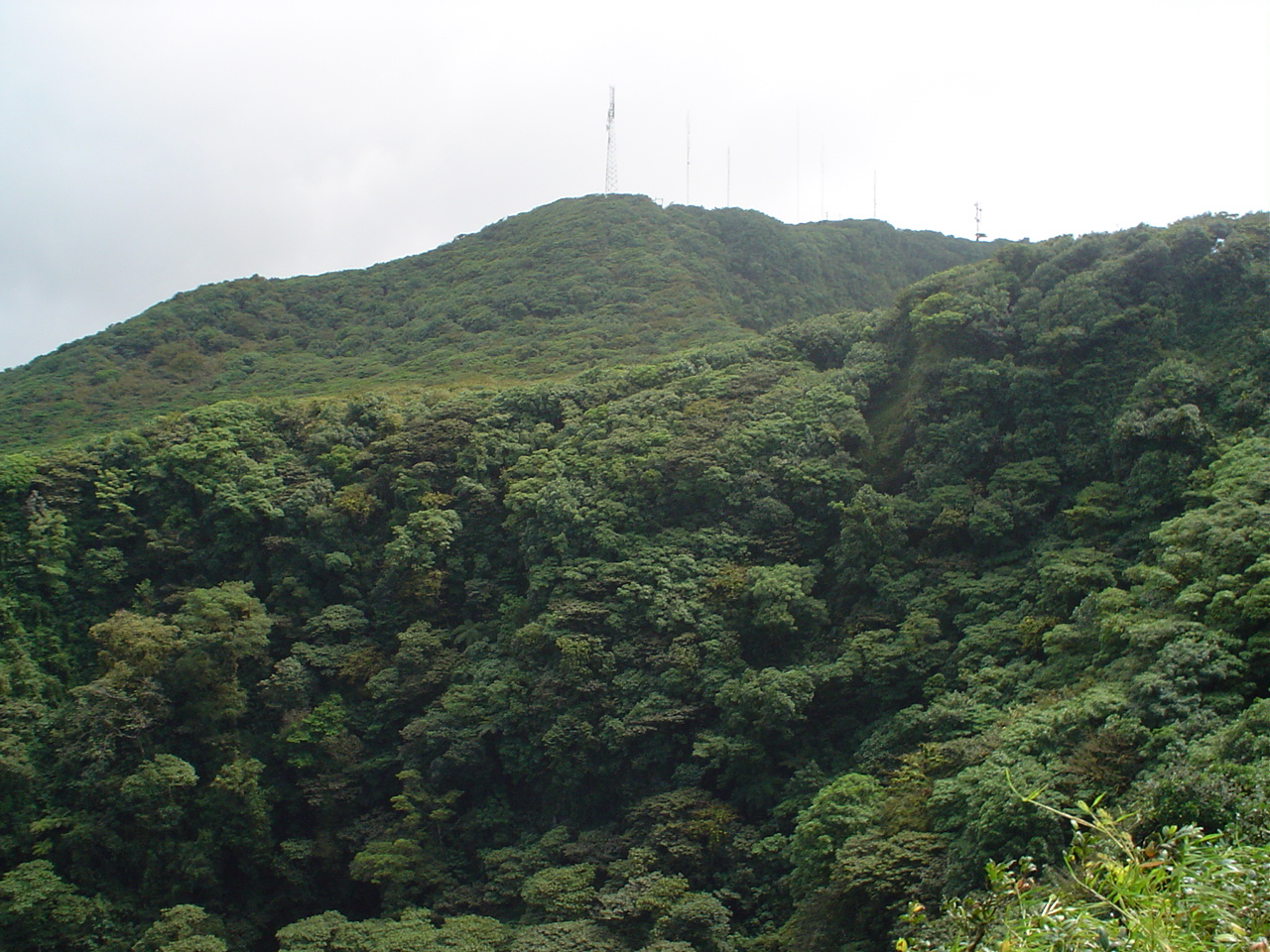
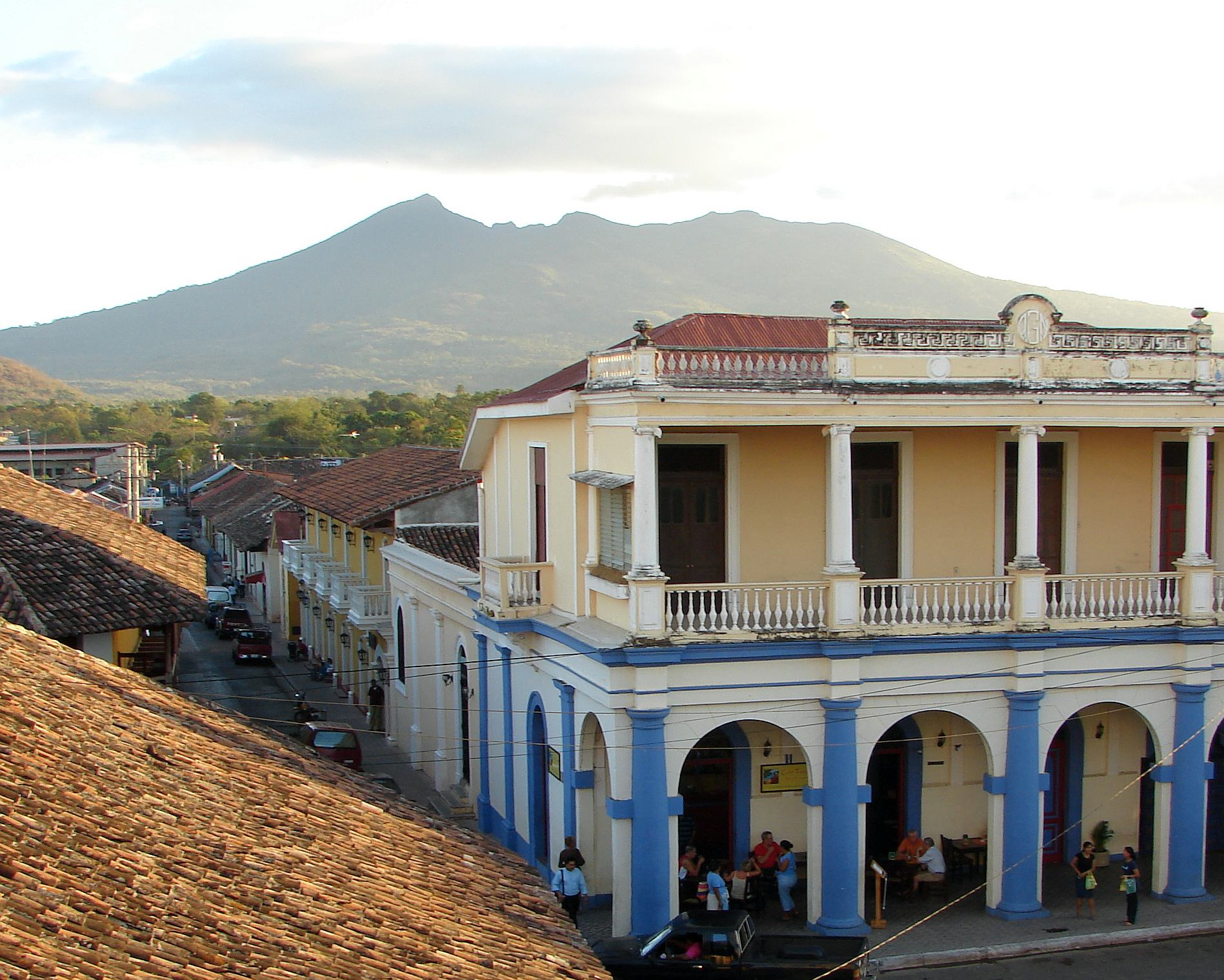
Вигляд Момбачо з Гранади
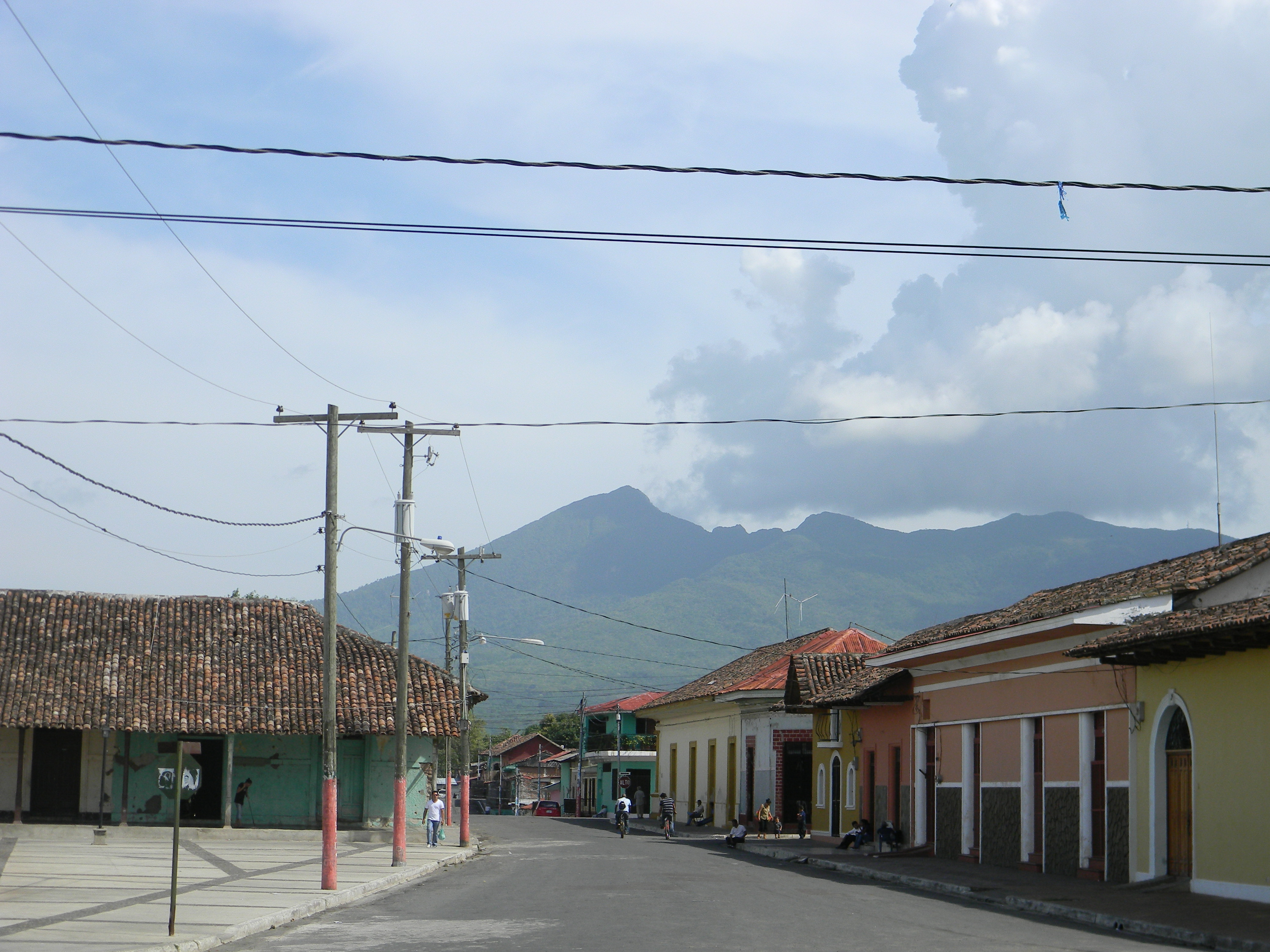